# Литвинов Олександр Миколайович
Литвинов Олександр Миколайович (нар. 2 квітня 1965, м. Вуглегірськ Донецької області) — український правознавець, фахівець з питань конституційного права, кандидат юридичних наук.
У 2013—2022 роках обіймав посаду судді Конституційного Суду України за квотою З'їзду суддів України.

## Життєпис
Народився 2 травня 1965 року в м. Вуглегірськ Бахмутського району Донецької області.
Трудову діяльність розпочав слюсарем ЗФ «Постніковська», ВО «Шахтарськантрацит».
Після закінчення у 1988 році Далекосхідного вищого загальновійськового командного училища імені маршала К. К. Рокосовського, проходив військову службу на командних посадах.
З 1991 року по 1995 рік — заступник директора, юрист ВЕД «Фомінське» НВП «Шахтінмех» м. Шахтарськ Донецької області.
З 1995 року по 1997 рік — юрист АТ «Спецодяг» в м. Макіївка Донецької області.
У 1996 році закінчив економіко-правовий факультет Донецького державного університету.

## Правнича діяльність
З 1997 року по 2001 рік — суддя Будьоннівського районного суду м. Донецьк.
З лютого по червень 2001 року — суддя Донецького обласного суду.
Протягом 2001—2006 років обіймав посаду судді Апеляційного суду Донецької області.
У 2006—2010 роках — суддя Апеляційного суду Львівської області.
З жовтня 2010 року — суддя Вищого спеціалізованого суду України з розгляду цивільних і кримінальних справ.

## Конституційний Суд України
У лютому 2013 року XI черговим з'їздом суддів України призначений суддею Конституційного Суду України.
Присягу склав 15 травня 2013 року.
26 квітня 2022 року звільнений з посади судді КСУ у відставку на підставі поданої ним заяви.

## Наукове звання
Кандидат юридичних наук (конституційне право — 12.00.02).